# Eduardo Mancini
Eduardo Mancini é um ator e autor brasileiro, e iniciou sua carreira em 1986.
É o fundador do grupo Theatralha & Cia e dos Treinadores da Alegria.

## Trabalhos na Tv
- 2010 Escrito nas Estrelas - Manoel
- 2007 Eterna Magia - Gonzaga
- 2006 Belíssima - Fotógrafo da Agência
- 2005 A Diarista
- 2002 Esperança - Amadeu
- 2001 Zorra Total
- 1998 Torre de Babel - Vendedor
- 1998 Fascinação - Porteiro

## No Cinema
- 1998 Boleiros - Era uma Vez o Futebol... - Torcedor do Corinthians
- 2003 Carandiru - Carlos
- 2000 Bicho de Sete Cabeças - João
- 2007 Os 12 Trabalhos - Mano Véio

## No Teatro
- O Homem que Calculava
- Mandrágora
- Mirandolina
- Guerra dos Sexos

## Obras
- Guerra dos Sexos
- SOS Planeta Terra
- O Luxo do Lixo